# یونی (خواننده)
لی هه ریون (کره‌ای: 이혜련؛ ۳ مه ۱۹۸۱ – ۲۱ ژانویه ۲۰۰۷) که بعداً به هو یون (허윤) تغییر نام داد، و بیشتر با نام هنری یونی (کره‌ای: 유니؛ انگلیسی: U;Nee) شناخته می‌شد، خواننده، رپر، رقصنده و بازیگر اهل کره جنوبی بود. نخستین آلبوم خود را در سال ۲۰۰۳ به نام U;Nee Code منتشر کرد.
یونی در ۲۱ ژانویه ۲۰۰۷ در سن ۲۵ سالگی بر اثر خودکشی درگذشت.